# Bergöfjärden, Finström
Bergöfjärden är en fjärd i Finströms kommun på Åland (Finland).
Bergöfjärden avgränsas i väster av Bergö, i norr av Bastö, i öster av Värskär och Enskärsskatan samt i söder av Tullaren och Hässlö. I sydöst ansluter den till Rågetsbölefjärden mellan Tullaren och Enskärsskatan.